# 久米田寺
久米田寺（くめだでら）は、大阪府岸和田市にある高野山真言宗の準別格本山の寺院。山号は龍臥山。本尊は釈迦如来。行基ゆかりの寺院である。

## 歴史
行基が開削指導したため池のひとつである久米田池を維持管理するため、天平10年（738年）に行基によって創建されたと伝えられる。当時の寺域は下記の古記の記述の通り、かなりの規模であったと推測される。これが院号「隆池院」の由来である。
| 「 | 東は角河の流れ、春木の峯ならびに上の津川の東峯、七層の峯を限り、南は葛城の横峯、西は松村の登路ならびに延年ヶ峯・八坂切上を、そして北は熊野詣大通を限りに、この四至内の田畑地利を挙げて仏聖の灯油重僧のころ依怙となさしむ | 」 |

平安時代になると奈良興福寺一乗院の支配下にあった。鎌倉時代、承久の乱により武士が乱入し荒廃したが、鎌倉時代中期になって安東蓮聖により再興された。
南北朝時代には天皇、皇族の帰依も深く、楠木正成とも密接な関係を持ち、手厚い保護が与えられたが、戦乱によって当寺も寺領を脅かされる事が多かった。室町時代になると、足利尊氏・直義兄弟により全国に設けられた安国寺のひとつに指定された。
戦国時代、永禄5年（1562年）3月に三好実休と畠山高政が戦った久米田の戦いや、織田信長による高屋城の戦いの兵火等によりほぼ焼失した。しかし、江戸時代の延宝2年（1674年）に復興する。宝暦年間（1751年 - 1763年）に修理、明和7年（1770年）に本堂の再建、1919年（大正8年）には本堂の大修繕を行うなどして今に至る。現在塔頭は5院ある。
桜の季節には花見の名所となる。毎年4月21日には、縁日が出て、「21日のおだいっさん」と親しまれている。

## 境内
- 金堂（本堂） - 明和7年（1770年）再建。扁額「隆池院」は松平定信の筆。
- 多宝塔 - 2003年（平成15年）再建。
- 四国八十八箇所石仏群
- 聖天堂 - 嘉永7年（1854年）建立。
- 開山堂（行基堂） - 文政5年（1822年）再建。
- 宝蔵
- 観音堂 - 享和3年（1803年）再建。
- 鐘楼
- 大師堂 - 文政7年（1824年）再建。
- 白髭稲荷大明神
- 五大院 - 塔頭。
- 池尻鎮守社・白龍弁才天
- 多聞院 - 塔頭。
- 華厳院 - 塔頭。
- 阿弥陀院 - 塔頭。
- 明王院 - 塔頭。
- 靖霊殿 - 八角堂。1957年（昭和32年）に法隆寺夢殿を模して建立。玄奘三蔵の御骨を祀り、さらに日清戦争・日露戦争・日中戦争・太平洋戦争での岸和田市出身戦没者の霊も祀っている。
- 寺務所
- 大門 - 宝永3年（1706年）再建。
- 行基の墓
- 光明塚古墳（岸和田市指定史跡） - 光明皇后の遺髪が埋葬されたとされる。
- 志阿弥法師塚（岸和田市指定史跡）
- 伝・聖武天皇の墓（岸和田市指定有形文化財）
- 伝・光明皇后の墓（岸和田市指定有形文化財）
- 伝・亀山天皇の墓（岸和田市指定有形文化財）

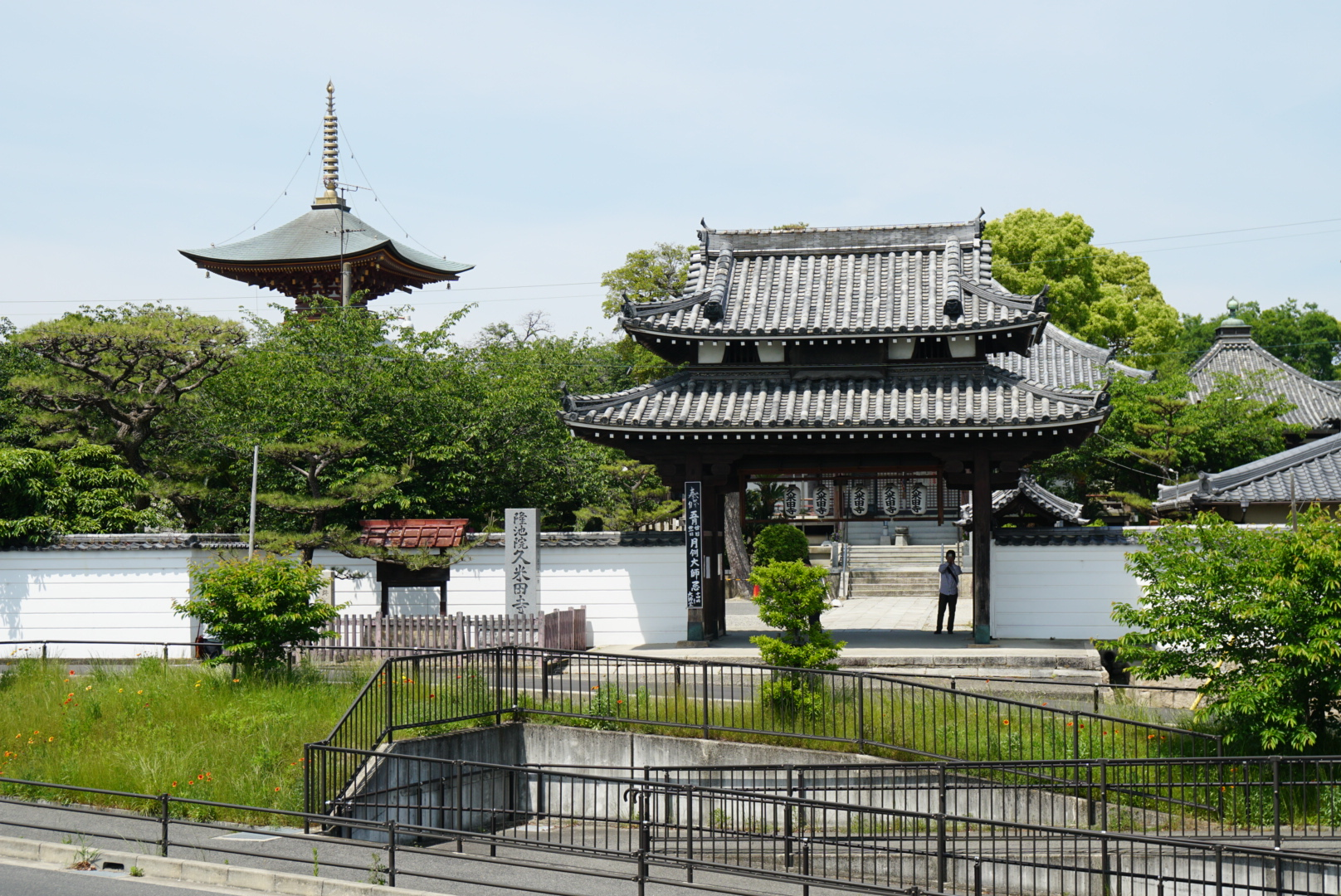
大門
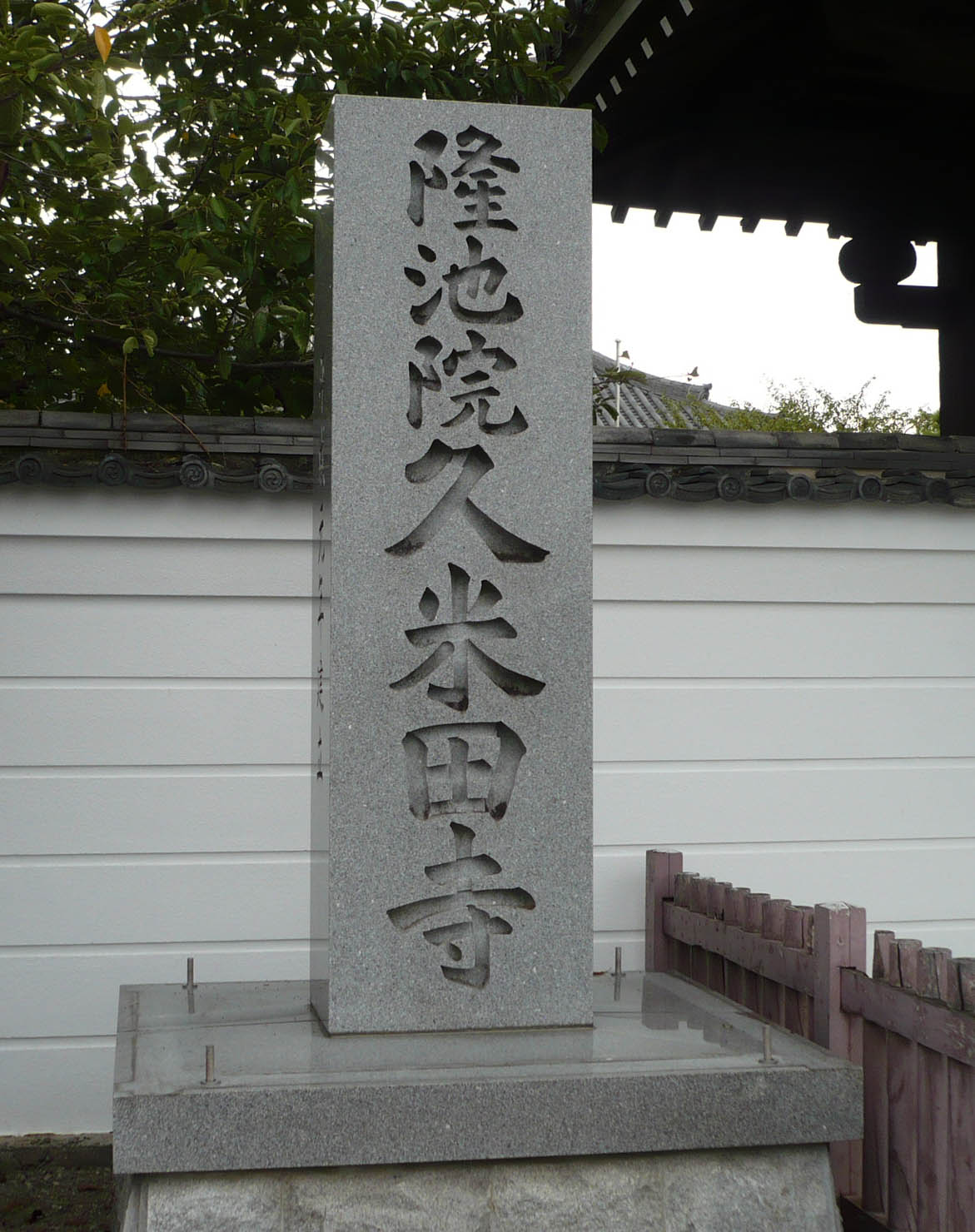
寺号標
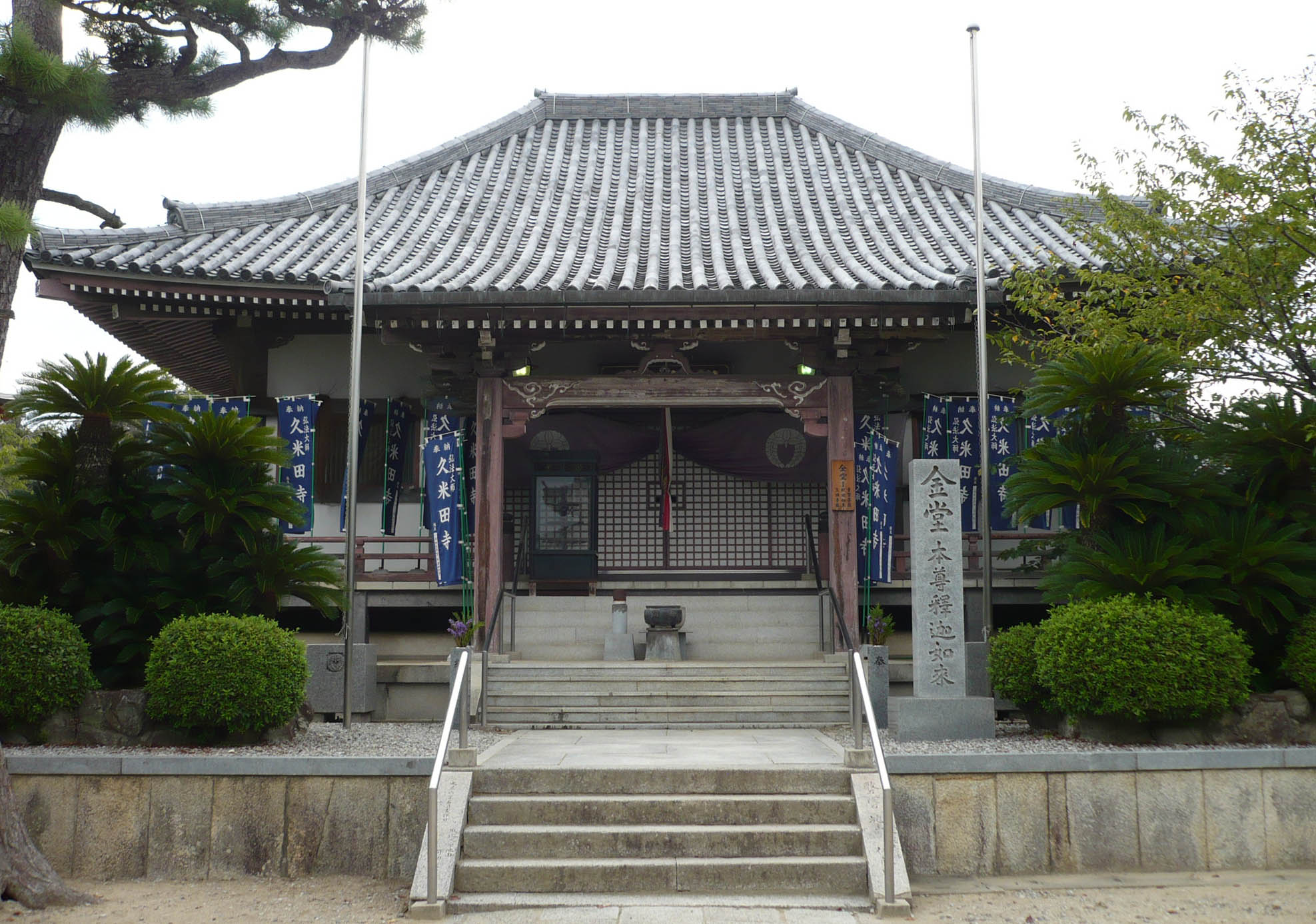
金堂
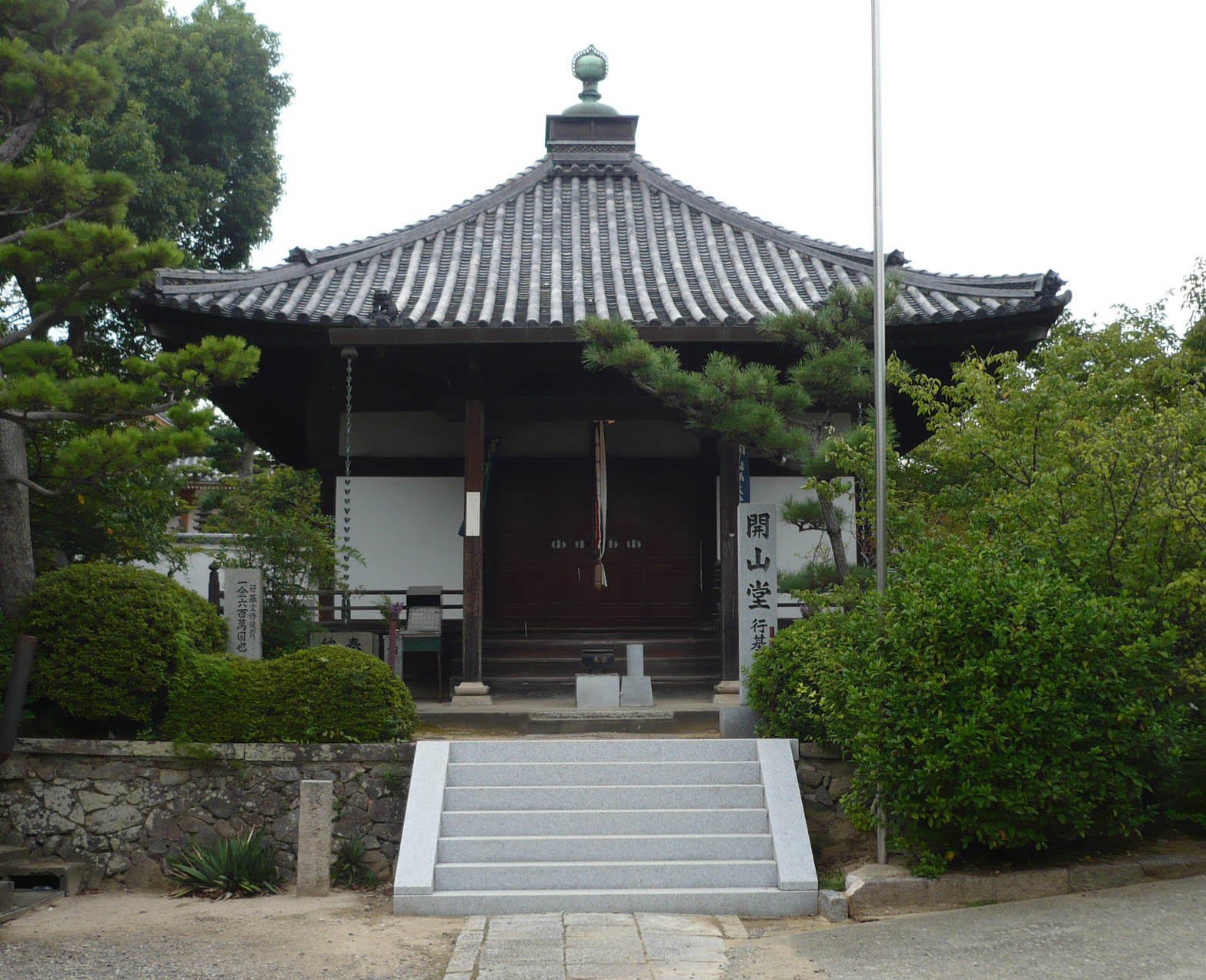
開山堂（行基堂）
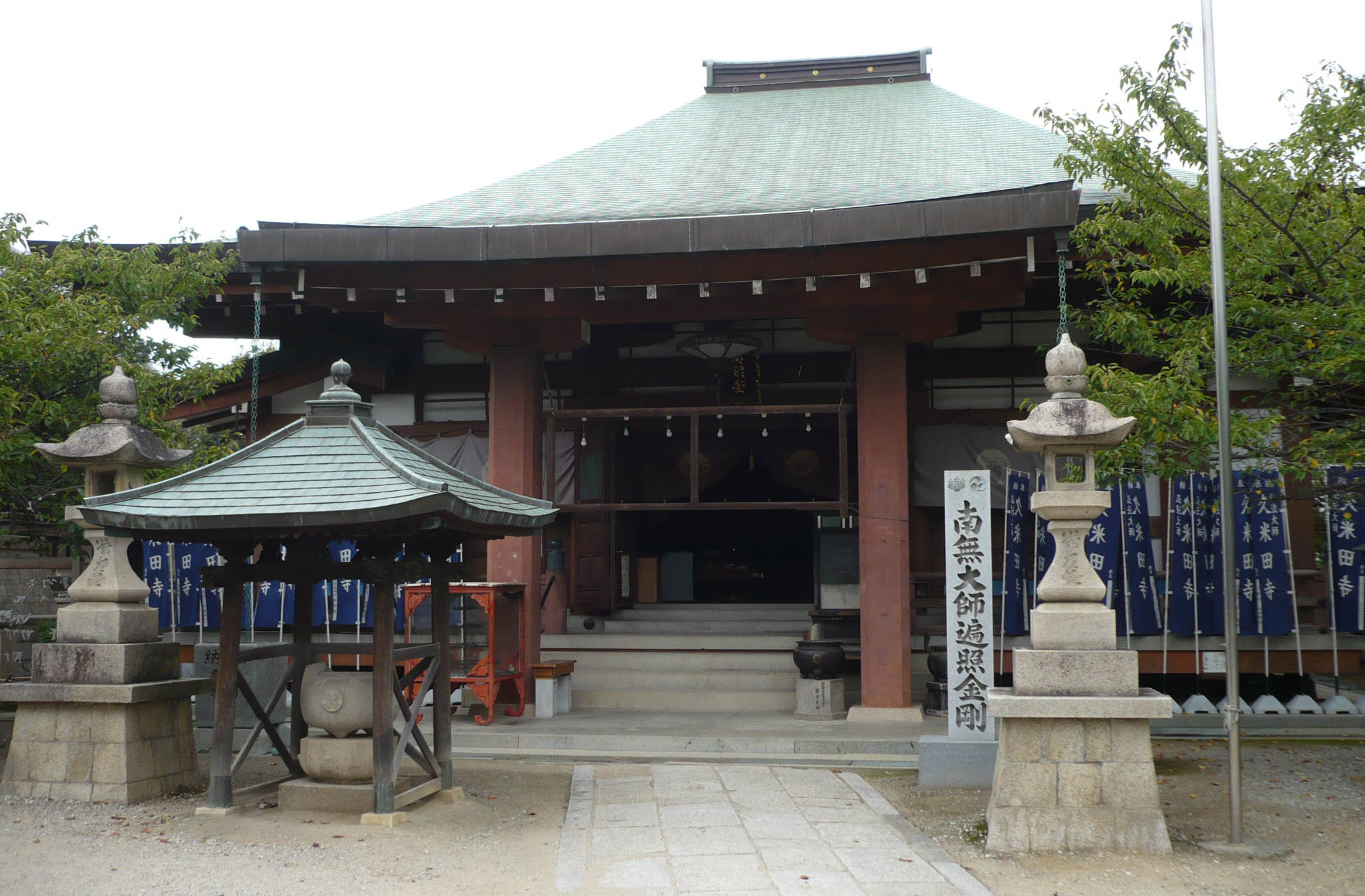
大師堂
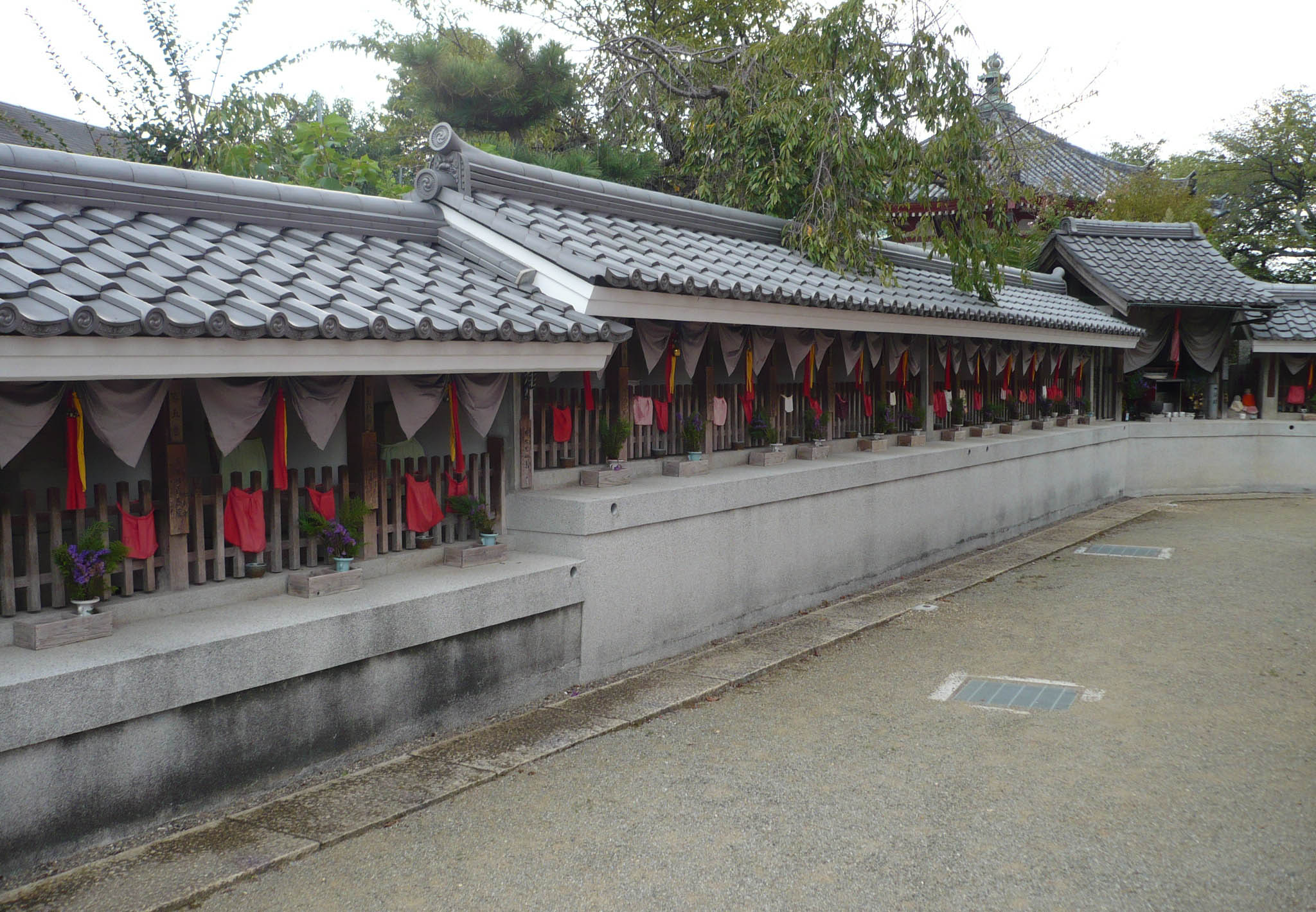
山内遷八十八ヶ所堂
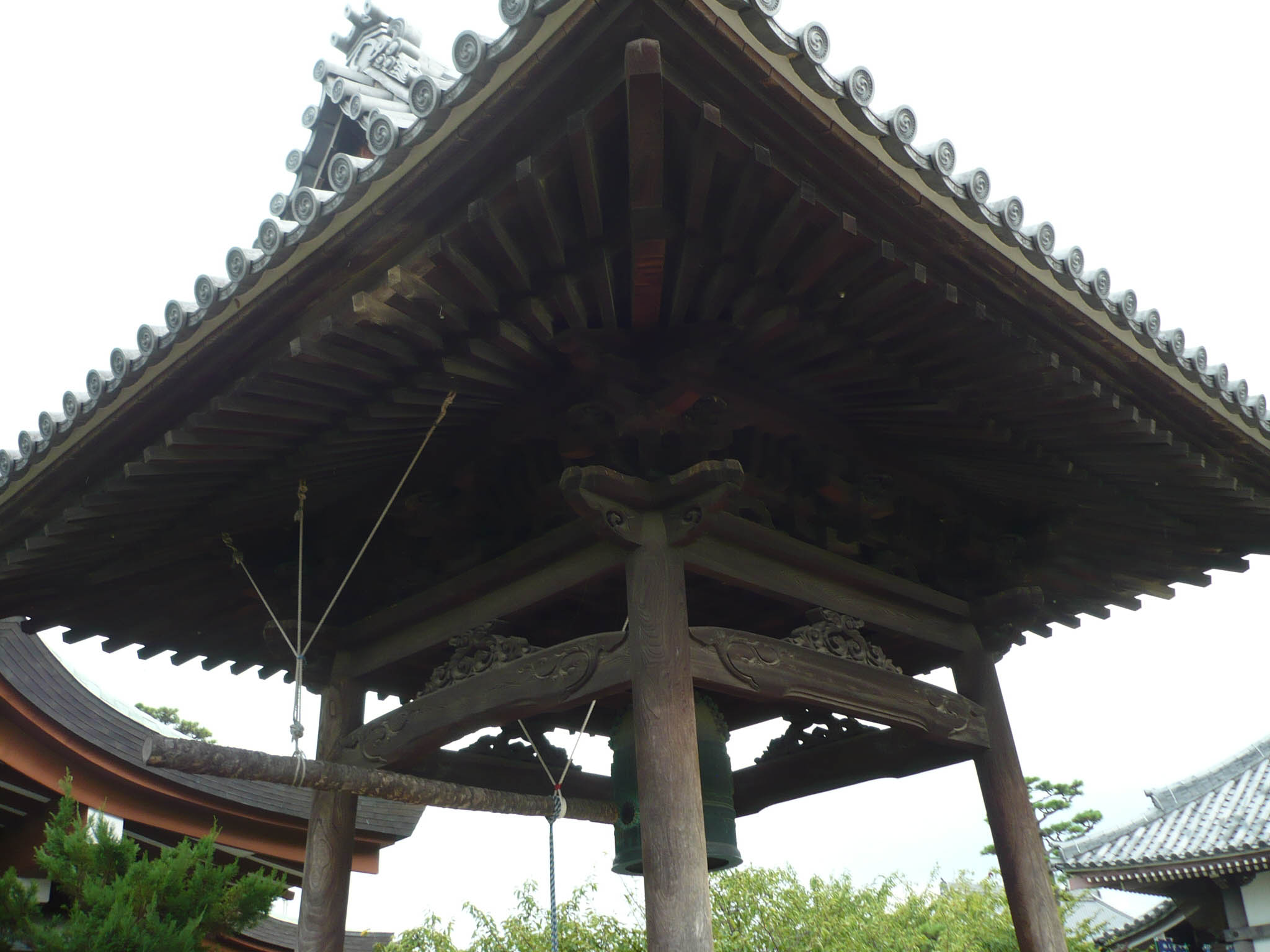
鐘楼
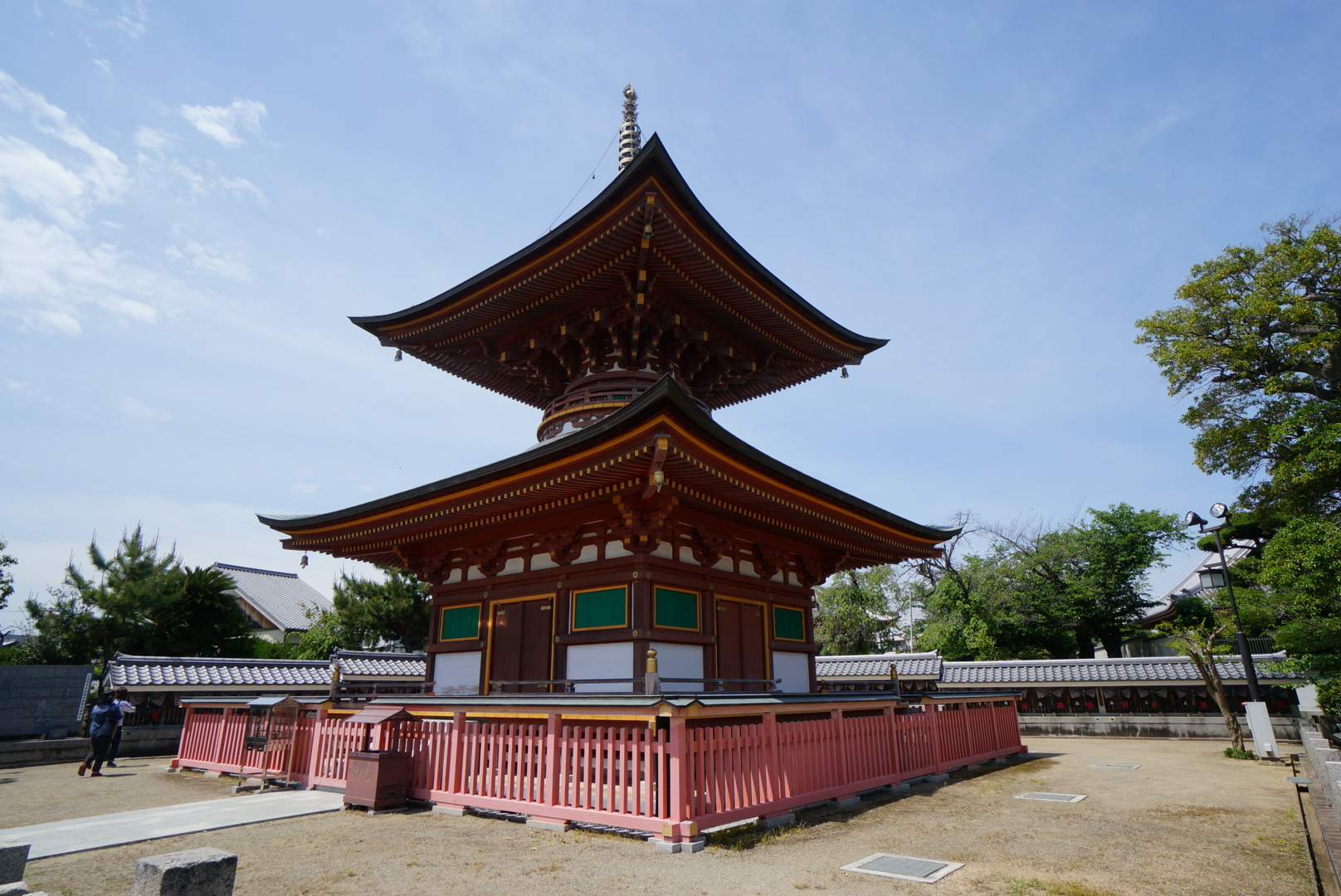
多宝塔
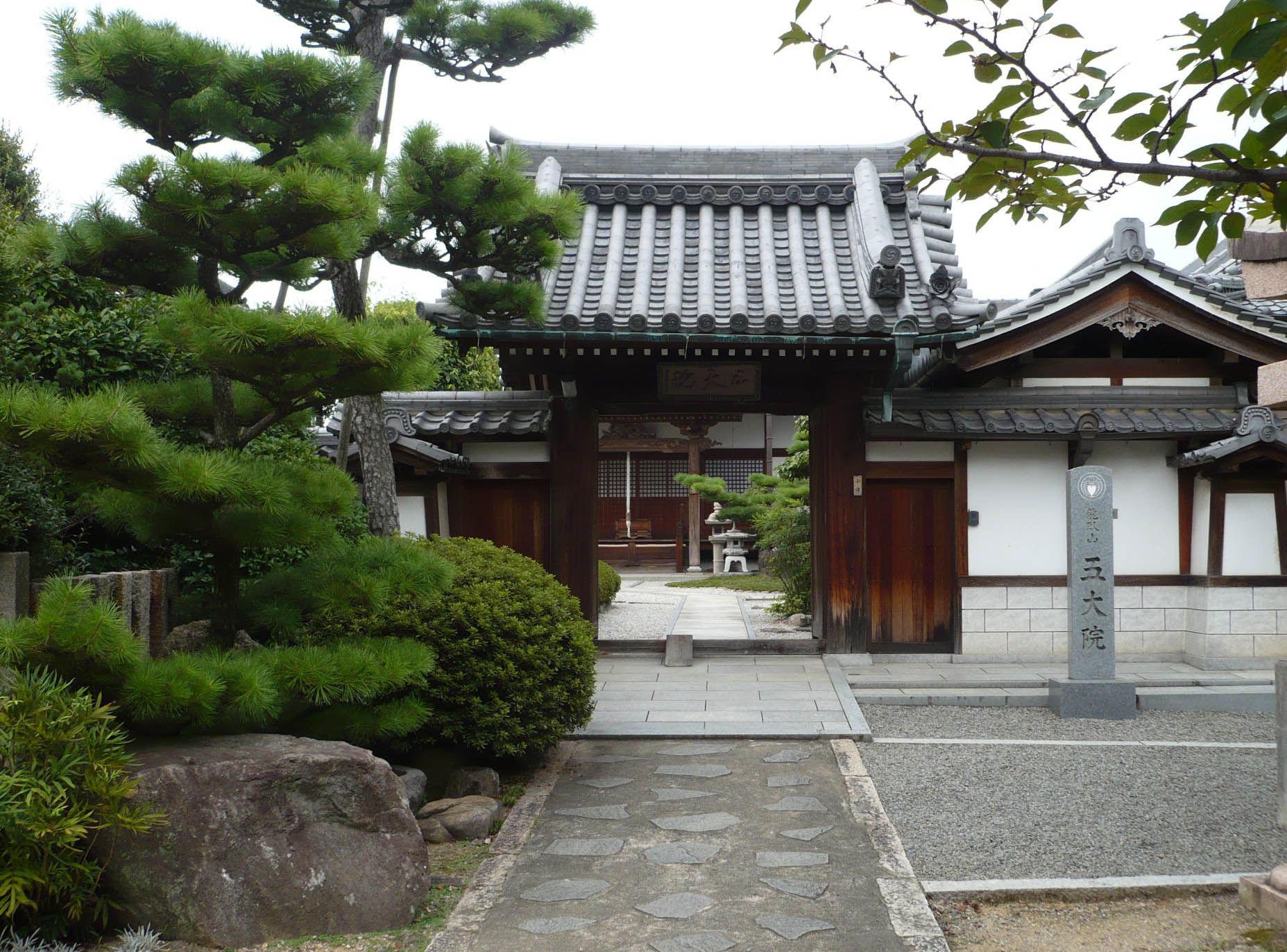
五大院

## 文化財

### 重要文化財
- 絹本著色星曼荼羅 平安後期 縦165.2cm横133.0cm [1]  - 京都国立博物館寄託。
- 絹本著色仁王経曼荼羅 平安末 - 鎌倉初期 縦156.7cm横136.1cm[2] - 京都国立博物館寄託。
- 絹本著色安東蓮聖像 明極楚俊賛 鎌倉後期(元徳2年) 縦108.2cm横46.1cm[3] - 京都国立博物館寄託。
- 久米田寺文書 18巻（132通）[注 1]鎌倉 - 南北朝期：九条家関連の文書による。[4] - 大阪歴史博物館寄託。
  - 和泉国司庁宣 文治3年8月日
  - 和泉国司庁宣 文治4年12月日
  - 和泉国司庁宣 文治5年正月11日
  - 和泉国司庁宣 正治元年9月日
  - 和泉国在庁勘文 文暦2年2月15日
  - 関白家政所下文 正和5年11月日
  - 関白家御経書 正和5年11月日
  - 散位邦博奉書 年未詳2月10日
  - 関白家御経書 正和5年11月24日
  - 九条師教家御経書（断簡） 正和5年閏10月16
  - 殿下御経書 延元2年8月7日
  - 藤原長者宣 年未詳7月17日
  - 興福寺最勝院政所下文 文保2年11月日
  - 和泉国宣 年未詳6月29日
  - 公卿評定文 正平12年9月17日
  - （上記のほか17巻116通）
- 楠家文書 1巻（7通）南北朝期：楠木正成・正儀の親子が久米田寺に送った複数の文書を編成[5] - 大阪歴史博物館寄託。
  - 楠木正成書状：元弘3年正月5日
  - 楠木正儀施行状：正平12年9月20日
  - 楠木正儀奉書：正平16年6月19日
  - 楠木正儀奉書：正平17年5月30日
  - 楠木正儀施行状：年未詳7月19日
  - 左兵衛尉某遵行状：延元3年3月10日
  - 某書状：興国2年3月19日
- 大塔宮令旨 1巻（5通）南北朝期：大塔宮（護良親王）の令旨を主に編成[6] - 大阪歴史博物館寄託。
  - 宮将軍令旨 正平12年9月20日
  - 大塔宮護良親王令旨 元弘2年12月26日
  - 大塔宮護良親王令旨 （元弘3年カ）9月2日
  - 大塔宮護良親王令旨 元弘3年10月3日
  - 北畠具資奉書 正平12年8月13日
- 北畠覚空書状 1通 南北朝期[7] - 大阪歴史博物館寄託。

### 大阪府指定有形文化財
- 久米田寺文書（百十六通） - 大阪歴史博物館寄託。

### 大阪府指定史跡
- 久米田寺境内

### 岸和田市指定有形文化財
- 石造五輪塔 3基
- 絹本著色華厳海会善知識曼荼羅

### 岸和田市指定史跡
- 光明塚古墳
- 志阿弥法師塚古墳

## その他
- 当寺院の南東には、大阪府最大の水面積を有する久米田池がある。2010年（平成22年）3月25日に農林水産省のため池百選に選定され[8]、2015年（平成27年）には国際かんがい排水委員会によるかんがい施設遺産にも登録された。
- 岸和田十月祭礼の際、久米田池を開削した行基への感謝の意をこめて、八木地区の全町と山直地区の田治米町・今木町の計13台の地車が境内に乗り入れ、行基堂前に集合する（行基参り）。
- 当寺院の西側には久米田古墳群がある。この中に貝吹山古墳があり、久米田の戦いで三好実休が貝吹山城を城郭として使用していたことが発掘調査から確認されており、当寺院も城郭の一部として使用されていたのではないかとされている。また、この貝吹山古墳は「橘諸兄塚」とも呼ばれ、さらに、聖武天皇皇后にして橘諸兄の異父妹にあたる光明皇后に関連する「光明皇后塚（光明塚古墳）」も存在する。

## 前後の札所
和泉西国三十三箇所
22 朝光寺　-　23 久米田寺　-　24 成願寺
和泉八十八ヶ所霊場
87 遍照寺　-　88 久米田寺
阪和西国三十三ヶ所観音霊場
14 宝国寺　-　15 久米田寺　-　16 水間寺

## 交通
- JR西日本阪和線久米田駅　→　南東へ徒歩約1km
- 南海本線岸和田駅より南海ウイングバス「池尻」下車　→　南西へ徒歩約300m
- 参拝者用の無料駐車場有